# NGC 1360
NGC 1360 és una nebulosa planetària situada a la Constel·lació de Fornax. Fou identificada com una nebulosa planetària a causa de la seva forta emissió de radiació en les bandes d'oxigen. Es creu que la matèria vermella de la nebulosa fou expulsada de l'estrella original prèviament al seu final col·lapse. És lleugerament més dèbil que IC 2003.